# Cua de ventall de l'illa de Rennell
El cua de ventall de l'illa de Rennell (Rhipidura rennelliana) és un ocell de la família dels ripidúrids (Rhipiduridae).

## Hàbitat i distribució
Habita els boscos de l'illa de Rennell, a les Salomó orientals.